# Коцушка
Коцушка (рум. Coțușca) — село у повіті Ботошані в Румунії. Входить до складу комуни Коцушка.
Село розташоване на відстані 414 км на північ від Бухареста, 44 км на північ від Ботошань, 121 км на північний захід від Ясс.

## Населення
За даними перепису населення 2002 року у селі проживали 1728 осіб, з них 1726 осіб (99,9%) румунів. Рідною мовою 1726 осіб (99,9%) назвали румунську.